# Lipocarpha
Lipocarpha es un género de plantas herbáceas de la familia de las ciperáceas.  Comprende 65 especies descritas y de estas, solo 36 aceptadas.

## Descripción
Son plantas anuales (en Nicaragua) o perennes, débil a densamente cespitosas, con raíces fibrosas, gruesas o delgadas; culmos foliosos en o hacia la base, mayormente subteretes y acostillados; plantas hermafroditas. Hojas en su mayoría más cortas que los culmos, láminas angostamente lineares, 1 mm de ancho o más angostas, aplanadas a conduplicadas y profundamente sulcadas, abruptamente angostadas a agudas, a menudo con ápice escábrido y calloso; vainas cerradas escarioso-marginadas, abiertas distalmente, bordes de las vainas convergiendo abrupta o gradualmente a la lámina, sin lígula. Inflorescencias en su mayoría terminales, folioso-involucradas, con un conglomerado de pocas a varias espigas compuestas, cortamente cilíndricas a ovoides o subglobosas, sésiles, brácteas involucrales varias, patentes a reflexas, las más largas similares a las hojas del follaje y muchas veces más largas que las espigas, decreciendo abruptamente hasta semejar las brácteas de la espiga, espigas con brácteas escariosas imbricadas en espiral, estas mayormente espatuladas, con ápices obtusos a cortamente acuminados, abrazando un flósculo bisexual contenido en 2 escamas escariosas angostas y adaxialmente con un profilo escarioso. Fruto generalmente de contorno oblongo, cilíndrico a triangular o plano-convexo, superficies en su mayoría finamente papilosas o muy finamente elevado-fenestrada.

## Taxonomía
El género fue descrito por Robert Brown y publicado en Narrative of an Expedition to Explore the River Zaire 5: 459. 1818. La especie tipo es: Lipocarpha argentea R. Br.    

## Especies seleccionadas
- Lipocarpha abietina Goetgh.
- Lipocarpha albiceps Ridl.
- Lipocarpha aristulata (Coville) G.C.Tucker
- Lipocarpha atra Ridl.[3]